# Состояние Гринбергера — Хорна — Цайлингера
Состояние Гринбергера — Хорна — Цайлингера (состояние ГХЦ; англ. Greenberger–Horne–Zeilinger state, GHZ state) — тип квантовой запутанности с по крайней мере тремя подсистемами — состояния частиц, кубиты или кудиты.
Впервые был изучен Дэниелом Гринбергером, Майклом Хорном и Антоном Цайлингером в 1989 году. Наблюдаются крайне неклассические свойства состояния. Предполагается, что состояния Гринберга — Хорна — Цайлингера для большого количества кубитов обеспечивают повышенную производительность для метрологии[уточнить] по сравнению с другими состояниями суперпозиции кубитов. По состоянию на 2023 год размер наибольшей система в состоянии Гринберга — Хорна — Цайлингера — 32 кубита (на квантовом компьютере с ионной ловушкой Quantinuum).